# 阿格涅絲卡·霍蘭
阿格涅絲卡·霍蘭（波蘭語：Agnieszka Holland，1948年11月28日—）是一位出生於波蘭華沙的電影與電視導演。父親是猶太教徒，母親則是天主教徒。

## 電影作品
- 1990年：《欧罗巴欧罗巴》
- 1993年：《秘密花園》
- 1995年：《全蚀》
- 2006年：《快樂頌》
- 2011年：《黑暗弥漫》
- 2017年，《Spoor》，獲柏林影展銀熊獎。
- 2019年：《琼斯先生》
- 2023年，《邊境無間》，獲威尼斯影展評審團特別獎。

## 編劇作品
- 1997年，《藍色情挑》劇本。

## 相關文獻
1. ↑  . Film Polski.   [16 February 2014]. （原始内容存档于2023-06-16）.

- Quart, Barbara Koenig. . New York: Praeger. 1988. ISBN 0-275-93477-2.

## 外部連結

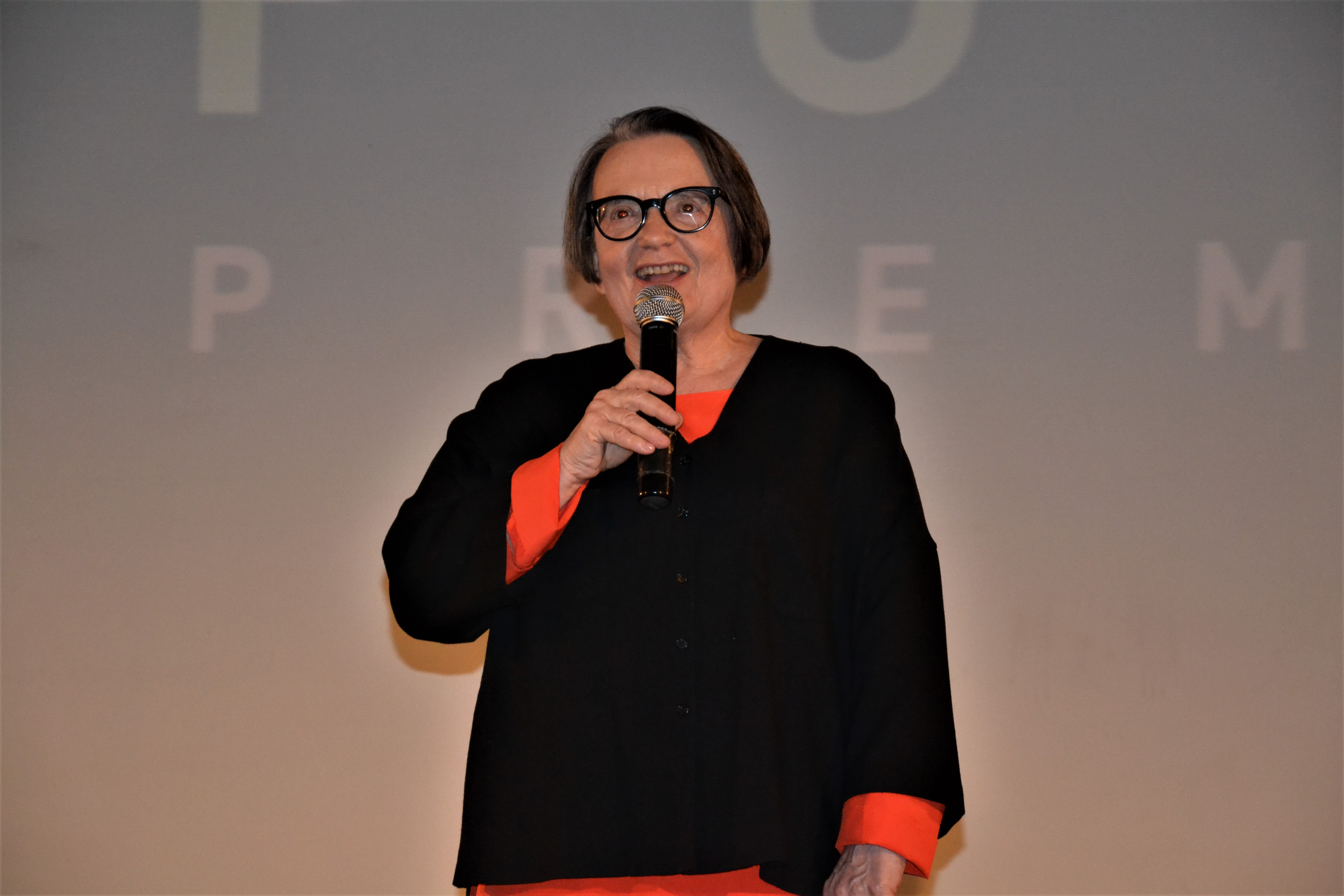
霍蘭

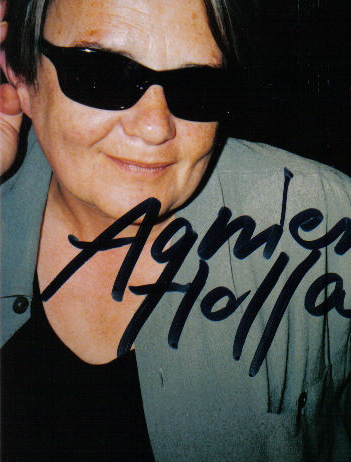
霍蘭

- Agnieszka Holland在互联网电影资料库（IMDb）上的資料（英文）
- Kieslowski对霍兰的采访